# José Silveira Sampaio
José Silveira Sampaio (Rio Claro, 22 de março de 1922 – Santo André, 23 de janeiro de 2004)  foi um político brasileiro. Elegeu-se vice-prefeito de Santo André, em 1960, na chapa liderada por Oswaldo Gimenez, e assumiu a prefeitura quando o titular foi cassado pela Câmara de Vereadores, foi prefeito de 1961 a 1963, quando deixou a cadeira para se candidatar a deputado estadual por São Paulo. Era filho de Anísio da Silveira Sampaio e de Luiza Avilla da Silveira Sampaio. Morreu vítima de pneumonia  em Santo André.

## Carreira Política
De acordo com arquivos da Assembleia Legislativa de São Paulo, Silveira foi funcionário público federal junto ao IAPI e iniciou na política quando foi eleito vice-prefeito em 3 de outubro de 1958, na chapa de Oswaldo Gimenez. Assumiu a Prefeitura de Santo André em 13 de outubro de 1961, quando Gimenez teve seu mandato cassado pela Câmara Municipal.
"A multidão toma a Praça do Carmo, onde ficava a Prefeitura. Silveira Sampaio sobe na cerca de ferro da hoje Casa da Palavra e procura apaziguar os ânimos." 
Administrou o município até 30 de agosto de 1962, quando licenciou-se da Prefeitura para concorrer a vaga de deputado estadual, para a qual foi eleito. A função de prefeito foi exercida interinamente nesse período por António Ferreira dos Santos.
Retornou à prefeitura em 8 de outubro de 1962, renunciou ao mandato em 15 de janeiro de 1963 em favor de seu sucessor. Interinamente, José Benedito de Castro assumiu o cargo até que os vereadores elegessem um novo prefeito. Em 31 de janeiro de 1963, Clóvis Sidney Thon assume a prefeitura.
Foi eleito Deputado Estadual com 6826 votos pelo Partido de Representação Popular - PRP. Durante a legislatura, foi membro efetivo das Comissões de Obras Públicas; Assistência Social e substituto nas Comissões de Economia; Divisão Administrativa e Judiciária.
Com o fim dos partidos políticos em 1965 e o advento do bipartidarismo, filiou-se à Aliança Renovadora Nacional - ARENA. Já em 1974, filiado ao Movimento Democrático Brasileiro - MDB, foi novamente eleito deputado estadual. Em 15 de novembro de 1978 foi novamente eleito pelo MDB deputado estadual. Foi um dos fundadores do Partido do Movimento Democrático Brasileiro - PMDB.

## O Casal Silveira Sampaio
Segundo o jornal Diário do Grande ABC, ele e sua esposa, "a professora Crolinda Costa Silveira Sampaio, tinham uma atuação diretamente ligada aos aposentados - os dois foram servidores federais junto ao antigo IAPI (Instituto de Aposentadorias e Pensões dos Industriais)."
Crolinda foi politicamente atuante como a primeira mulher a assumir a cadeira de vereadora à Câmara Municipal de Santo André (1973 a 1976) e a primeira deputada estadual por Santo André (pelo PTB (1983 a 1987).
O casal não teve filhos.

## Morte
Morreu no dia 23 de Janeiro de 2004, vítima de pneumonia, em Santo André.
O corpo do deputado foi velado na Câmara Municipal de Santo André e no dia 24 seguiu para o Crematório da Vila Alpina, na Capital de São Paulo.